# Grande Prêmio Brasil Caixa de Atletismo 2017
Grande Prêmio Brasil Caixa de Atletismo 2017 – mityng lekkoatletyczny, który odbył się 3 czerwca 2017 w São Bernardo do Campo. Zawody były kolejną odsłoną cyklu World Challenge Meetings rozgrywanego pod egidą IAAF.
Rywalizacja w rzucie młotem kobiet zaliczana była do IAAF Hammer Throw Challenge.

## Rezultaty

### Mężczyźni
| Konkurencja:                  | 1. miejsce                | Rezultat   | 2. miejsce         | Rezultat   | 3. miejsce            | Rezultat   |
| Bieg na 100 m                 | Paulo Andre de Oliveira   | 10,23 =PB  | Kemar Hyman        | 10,24      | Andrew Fisher         | 10,25      |
| Bieg na 800 m                 | Rafith Rodriguez          | 1:47,10 SB | Abdelati El Guesse | 1:47,49    | Kleberson Davide      | 1:47,73 SB |
| Bieg na 3000 m z przeszkodami | Altobeli da Silva         | 8:38,70 SB | José Peña          | 8:39,53 SB | Abdelkarim Ben Zahra  | 8:43,74    |
| Skok wzwyż                    | Fernando Ferreira         | 2,28 PB    | Eure Yáñez         | 2,26 SB    | David Adley Smith II  | 2,23       |
| Skok o tyczce                 | Augusto Dutra de Oliveira | 5,60 SB    | Thiago Braz        | 5,40       | Germán Chiaraviglio   | 5,30       |
| Trójsok                       | Mateus de Sá              | 16,87 PB   | Tosin Oke          | 16,67      | Paulo Sérgio Oliveira | 16,49 SB   |
| Pchnięcie kulą                | Darlan Romani             | 21,82 AR   | Franck Elemba      | 20,22      | Joshua Freeman        | 19,87      |
| Rzut oszczepem                | Dayron Márquez            | 77,72      | Arley Ibargüen     | 76,41      | Dejan Mileusnić       | 74,40      |

### Kobiety
| Konkurencja:               | 1. miejsce                | Rezultat | 2. miejsce          | Rezultat | 3. miejsce               | Rezultat   |
| Bieg na 200 m              | Vitória Cristina Rosa     | 23,09 PB | Wiktorija Ziabkina  | 23,25    | Rosângela Santos         | 23,48 SB   |
| Bieg na 400 m              | Margaret Bamgbose         | 51,57 SB | Geisa Coutinho      | 51,91 SB | Patience Okon George     | 52,27      |
| Bieg na 1500 m             | Selah Jepleting Busienei  | 4:21,28  | María Pía Fernández | 4:22,16  | Juliana Paula dos Santos | 4:22,46 SB |
| Bieg na 100 m przez płotki | Fabiana Moraes            | 13,06 SB | Evonne Britton      | 13,07    | Monique Morgan           | 13,14      |
| Skok w dal                 | Jéssica Carolina dos Reis | 6,61 SB  | Tânia da Silva      | 6,34     | Gabriele dos Santos      | 6,30       |
| Pchnięcie kulą             | Daniella Hill             | 18,47    | Auriol Dongmo       | 18,37 NR | Geísa Arcanjo            | 17,27      |
| Rzut młotem                | Anita Włodarczyk          | 78,00    | Gwen Berry          | 73,37    | Amber Campbell           | 72,80      |

## Rekordy
Podczas mityngu ustanowiono 2 rekordy krajowe w kategorii seniorów:
| Zawodnik      | Reprezentacja | Konkurencja    | Rezultat |
| ------------- | ------------- | -------------- | -------- |
| Darlan Romani | Brazylia      | pchnięcie kulą | 21,82    |
| Auriol Dongmo | Kamerun       | pchnięcie kulą | 18,37    |